# نریمان کند (صابرآباد)
نریمان‌کند (به ترکی آذربایجانی: Nərimankənd) یک منطقه مسکونی در جمهوری آذربایجان است که در شهرستان صابرآباد واقع شده‌است. نریمان‌کند ۲۳۳۰ نفر جمعیت دارد.

## دین
در مسجد جامع نریمان‌کند به نام اهل بیت یک هیئت مذهبی وجود دارد.